# Sylvain Curinier
Sylvain Georges Michel Curinier (* 15. März 1969 in Lons-le-Saunier) ist ein ehemaliger französischer Kanute.

## Erfolge
Sylvain Curinier, der für Eaux-Vives Oyonnax startete, gewann bei den Olympischen Spielen 1992 in Barcelona die Silbermedaille im Kanuslalom mit dem Einer-Kajak. Bei dem Wettkampf wurden zwei Läufe durchgeführt, wobei der schnellste für die Gesamtwertung herangezogen wurde. Nach 133,09 Punkten im ersten Lauf gelang es ihm im zweiten Lauf, sich mit 107,06 Punkten nochmal zu verbessern. Nur der Italiener Pierpaolo Ferrazzi war mit 106,89 noch besser gewesen.
Ein Jahr darauf belegte Curinier bei den Weltmeisterschaften 1993 in Mezzana mit der Mannschaft im Einer-Kajak ebenfalls den zweiten Platz.
Nach seiner aktiven Karriere begann er als Kanutrainer zu arbeiten. Er betreute unter anderem Tony Estanguet, der mehrfacher Olympiasieger wurde.